# (4955) Gold
(4955) Gold est un astéroïde de la ceinture principale.

## Description
(4955) Gold est un astéroïde de la ceinture principale. Il fut découvert le 17 septembre 1990 à l'Observatoire Palomar par Henry E. Holt. Il présente une orbite caractérisée par un demi-grand axe de 3,16 UA, une excentricité de 0,13 et une inclinaison de 7,4° par rapport à l'écliptique.

## Compléments